# Adil Abdul-Mahdi
Adil (Adel) Abdul-Mahdi (en idioma árabe عادل عبد المهدى; nacido en 1942) es un político iraquí, Fue Primer ministro de Irak bajo el gobierno del Presidente Barham Salih entre 2018 a 2020. Se desempeñó también como vicepresidente del país de 2005 a 2011 bajo el mandato del entonces presidente iraquí Yalal Talabani.

## Biografía
Adel Abdul-Mahdi nació en Bagdad en 1942; era hijo de un respetado clérigo chiita que había sido ministro en la época de la Monarquía iraquí. Mahdi estudió la secundaria en un elitista colegio privado de Bagdad fundado por sacerdotes jesuitas estadounidenses, pero que albergaba a estudiantes de todas las religiones. Él se graduó de Licenciado en Economía en la Universidad de Bagdad en 1963, y terminó la Maestría en Ciencias Políticas en el Instituto del Carácter de la Asamblea Internacional en París en 1970.
Involucrado en actividades políticas desde finales de los años 50, Mahdi tuvo que exiliarse en Francia en 1969. Después de terminar sus estudios trabajó para el "Centro de Investigación Económica Regional" de la Universidad de Poitiers.
En la década de 1970, Abdul-Mahdi era un miembro destacado del Partido Comunista Iraquí. El partido se dividió en dos facciones separadas, el Comité Central de ICP, que era más complaciente con los gobiernos militares que habían gobernado Irak desde 1958, y el Liderazgo Central de ICP, que rechazó todas las formas de cooperación de lo que consideraba como anti-progresista. regímenes, en 1967. Abdul-Mahdi se unió al Liderazgo Central de ICP y continuó siendo activo hasta que desapareció gradualmente a principios de los años ochenta. Para entonces, Abdul-Mahdi adoptó las ideas islámicas iraníes, y finalmente se fusionó con los islamistas cuando el ayatolá Jomeini erradicó a los comunistas y otros grupos opositores liberales en Irán. Abdul-Mahdi continuó su asociación con Irán y gradualmente amalgamó a su grupo dentro del Liderazgo de ICP-Central con los iraníes, rechazando su pasado marxista y dedicando todo su tiempo a propagar las ideas de Jomeini en Francia, donde vivía en ese momento. Finalmente, fue nombrado miembro del Consejo Supremo para la Revolución Islámica en Irak, un partido de la oposición y una milicia exiliados formado por Irán en Teherán en 1982 pero compuesto exclusivamente por exiliados iraquíes. 
En 2006, Abdul-Mahdi, vicepresidente saliente en el gobierno de transición, se postuló sin éxito para la nominación de la Alianza Iraquí Unida para primer ministro contra el titular Ibrahim al-Jaafari. Perdió por un voto. Según informes, se consideró que era una posibilidad para el primer ministro una vez más hasta que Nuri al Maliki se convirtiera en el candidato de la UIA. Posteriormente, Abdul-Mahdi fue reelegido como vicepresidente de Irak. Ejerció su autoridad limitada en ese papel al retrasar la primera reunión de la Asamblea Nacional en marzo. Renunció a su cargo como vicepresidente el 31 de mayo de 2011.
En diciembre de 2006, The Associated Press informó que Abdul-Mahdi podría ser el próximo primer ministro de Irak si una nueva coalición multisectorial lograba derrocar al gobierno de Nuri al Maliki.
El 26 de febrero de 2007, sobrevivió a un intento de asesinato que mató a diez personas. Había sido atacado dos veces antes de este último ataque.
En 2009, sus guardaespaldas fueron los autores de un sangriento robo a un banco en Bagdad.
En julio de 2013, Abdul Mahdi anunció su decisión de renunciar a sus pensiones de jubilación como exvicepresidente.
El 2 de octubre de 2018, el presidente iraquí, Barham Salih, eligió a Abdul Mahdi para ser el primer ministro de Irak. Mahdi tuvo 30 días para formar un nuevo gobierno. Adil Abdul Mahdi tomó juramento como primer ministro de Irak el día 25 de octubre, después de que el parlamento aprobara la mayoría de sus nominados al gabinete.Solo 14 de los 22 nominados al gabinete de Abdul Mahdi, lograron obtener un voto de confianza de los legisladores. posteriormente se consiguió el resto de los nombramientos de los cargos pendientes.
El 29 de noviembre de 2019 dimite al cargo de primer ministro a causa de las Protestas en Irak de 2019-2020. Le sucedió Mustafa Al-Kadhimi el 7 de mayo de 2020 después de que el parlamento rechazara otros dos candidatos, entre ellos la designación de Mohamed Alaui.